# Râul Valea Boțului
Râul Valea Boțului este un curs de apă, afluent al râului Fruntești. 